# برد کریک (کارولینای شمالی)
برد کریک (به انگلیسی: Broad Creek) شهری در ایالت کارولینای شمالی کشور ایالات متحده آمریکا است که جمعیت آن در سرشماری سال ۲۰۱۰ میلادی، ۲٬۳۳۴ نفر بوده‌است.